# Blue Matter (Savoy Brown)
| Recensione              | Giudizio     |
| ----------------------- | ------------ |
| AllMusic                | [ 1 ]        |
| Progboard               | [ 2 ]        |
| Sputnikmusic            | 4.3 (Superb) |
| Dizionario del Pop-Rock | [ 4 ]        |
| 24.000 dischi           | [ 5 ]        |

Blue Matter è il terzo album discografico del gruppo musicale rock inglese dei Savoy Brown, pubblicato dalla casa discografica Decca Records nel marzo del 1969.
L'album è in parte (Lato A) registrato in studio ed in parte (Lato B) dal vivo.

## Tracce
Lato A
Studio
1. Train to Nowhere – 4:12 (Chris Youlden, Kim Simmonds) – Registrato il 7-9 ottobre 1968
2. Tolling Bells – 6:33 (Chris Youlden, Kim Simmonds) – Registrato il 7-9 ottobre 1968
3. She's Got a Ring in His Nose and a Ring on Her Hand – 3:07 (Chris Youlden) – Registrato il 9-10 dicembre 1968
4. Vicksburg Blues – 4:03 (Bob Hall, Chris Youlden) – Registrato il 19-21 marzo 1968
5. Don't Turn Me from Your Door – 5:04 (John Lee Hooker) – Registrato il 9-10 dicembre 1968

Lato B
Live
1. May Be Wrong – 7:50 (Dave Peverett)
2. Louisiana Blues – 9:06 (Muddy Waters)
3. It Hurts Me Too – 6:53 (Mel London)

Edizione CD del 1990, pubblicato dalla Deram Records (820 923-2)
1. Train to Nowhere – 4:12 (Chris Youlden, Kim Simmonds)
2. Tolling Bells – 6:33 (Chris Youlden, Kim Simmonds)
3. She's Got a Ring in His Nose and a Ring on Her Hand – 3:07 (Chris Youlden)
4. Vicksburg Blues – 4:00 (Bob Hall, Chris Youlden)
5. Don't Turn Me from Your Door – 5:04 (John Lee Hooker)
6. Grits Ain't Groceries (All Around the World) – 2:42 (Titus Turner) – Registrato il 22 gennaio 1969
7. May Be Wrong – 7:50 (Dave Peverett)
8. Louisiana Blues – 9:06 (Muddy Waters)
9. It Hurts Me Too – 6:53 (Mel London)

Edizione CD del 2004, pubblicato dalla Dorsey Records (DR 706)
1. Train to Nowhere – 4:12 (Chris Youlden, Kim Simmonds)
2. Tolling Bells – 6:33 (Chris Youlden, Kim Simmonds)
3. She's Got a Ring in His Nose and a Ring on Her Hand – 3:07 (Chris Youlden)
4. Vicksburg Blues – 4:00 (Bob Hall, Chris Youlden)
5. Don't Turn Me from Your Door – 5:04 (John Lee Hooker)
6. Grits Ain't Groceries (All Around the World) – 2:42 (Titus Turner)
7. May Be Wrong – 7:50 (Dave Peverett)
8. Louisiana Blues – 9:06 (McKinley Morganfield)
9. It Hurts Me Too – 6:53 (Mel London)
10. Raise Some Thunder – 2:33 (Kim Simmonds) – Bonus Track - Live and Kickin'
11. Since You've Been Gone – 5:22 (Kim Simmonds) – Bonus Track - Live and Kickin'
12. Medley – 20:45 (Kim Simmonds) – Bonus Track - Live and Kickin'

## Musicisti
Train to Nowhere
- Chris Youlden - voce solista, arrangiamenti
- Kim Simmonds - chitarra solista, arrangiamenti
- Lonesome Dave Peverett - seconda chitarra, arrangiamenti
- Bob Hall - pianoforte, arrangiamenti
- Rivers Jobe - basso, arrangiamenti
- Roger Earle - batteria, percussioni, arrangiamenti
- Alan Moore - trombone
- Brian Perrin - trombone
- Derek Wadsworth - trombone
- Keith Martin - trombone
- Terry Flannery - trombone
- Mike Vernon - percussioni, arrangiamenti
- Terry Noonan - arrangiamenti

Tolling Bells
- Chris Youlden - voce
- Kim Simmonds - chitarra solista, pianoforte
- Lonesome Dave Peverett - seconda chitarra
- Bob Hall - pianoforte
- Rivers Jobe - basso
- Roger Earl - batteria, percussioni

She's Got a Ring in His Nose and a Ring on Her Hand
- Chris Youlden - voce
- Kim Simmonds - chitarra solista
- Lonesome Dave Peverett - seconda chitarra
- Tone Stevens - basso
- Roger Earl - batteria, percussioni

Vicksburg Blues
- Chris Youlden - voce
- Bob Hall - pianoforte

Don't Turn Me from Your Door
- Chris Youlden - voce, chitarra
- Kim Simmonds - chitarra solista
- Lonesome Dave Peverett - seconda chitarra
- Bob Hall - pianoforte
- Tone Stevens - basso
- Roger Earl - batteria, percussioni

May Be Wrong
- Lonesome Dave Peverett - voce, chitarra
- Kim Simmonds - chitarra
- Bob Hall - pianoforte
- Tone Stevens - basso
- Roger Earl - batteria, percussioni

Louisiana Blues
- Lonesome Dave Peverett - voce, chitarra
- Kim Simmonds - chitarra
- Bob Hall - pianoforte
- Tone Stevens - basso
- Roger Earl - batteria, percussioni

It Hurts Me Too
- Lonesome Dave Peverett - voce, chitarra
- Kim Simmonds - chitarra
- Bob Hall - pianoforte
- Tone Stevens - basso
- Roger Earl - batteria, percussioni

Note aggiuntive
- Mike Vernon - produttore
- Registrazioni effettuate al The City of Leicester College of Education, Scraptoft, Leicester, venerdì 6 dicembre 1968 (Lato B)
- Roy Baker - ingegnere delle registrazioni
- John Punter e Colin Freeman, abilmente supportati da Mike Mailes - assistenti ingegnere delle registrazioni
- Dave Anstey - design copertina album (basata su una originale idea di Jaxman)
- David Wedgbury - fotografia[8]